# Cantonul Champs-sur-Marne
Cantonul Champs-sur-Marne este un canton din arondismentul Torcy, departamentul Seine-et-Marne, regiunea Île-de-France , Franța.

## Comune
- Champs-sur-Marne, 24.553 locuitori (reședință)
- Émerainville, 7.027 locuitori